# Archieparchia Asmary

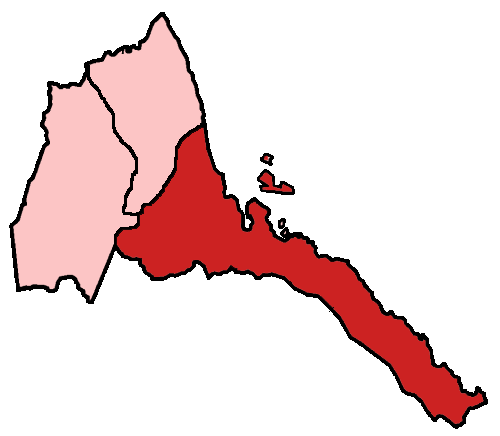
Eparchia asmarska w l. 1995-2012.

Archieparchia asmarska (łac. Eparchia Asmarensis) – główna archieparchia Kościoła katolickiego obrządku erytrejskiego w Erytrei, z siedzibą w mieście Asmara w regionie Maykel.

## Historia
4 lipca 1930 r. powstał ordynariat Erytrei dla katolików obrządku etiopskiego, na którego czele stanął wikariusz apostolski Kidanè-Maryam Cassà, biskup tytularny Thibaris. Ordynariat zastąpił istniejący wcześniej wikariat generalny, którego jurysdykcja ograniczyła się odtąd do katolików obrządku rzymskiego. Ordynariat Erytrei miał powierzchnię 119 000 km² i w 1950 r. liczył 26 186 (2,9%) wiernych w 65 parafiach, 83 księży diecezjalnych i 89 zakonnic.
31 października 1951 r. ordynariat przekształcono w egzarchat Asmary na czele z Ghebrem Jesusem Jacobem, biskupem tytularnym Erythrum. 20 lutego 1961 r. egzarchat podniesiono do rangi diecezji i pod nazwą eparchii Asmary stał się sufraganią w nowo utworzonej archieparchii addisabebskej ze stolicą w Addis Abebie. Przed 1990 r. eparchia liczyła 60 780 wiernych w 87 parafiach, 78 kapłanów diecezjalnych, 108 kapłanów zakonnych i 475 zakonnic.
W 1993 r. Erytrea ogłosiła niepodległość, co skomplikowało sytuację w Kościele katolickim obrządku etiopskiego, którego wierni znaleźli się po obu stronach granicy etiopsko-erytrejskiej. 21 grudnia 1995 r. z terytorium leżącej w Erytrei eparchii asmarskiej wydzielone zostały dwie eparchie: Barentu i Kerenu, zaś 24 lutego 2012 r. – eparchia Segheneyti.
9 stycznia 2015 papież Franciszek ustanowił Kościół katolicki obrządku erytrejskiego poprzez wydzielenie go z Kościoła katolickiego obrządku etiopskiego. Dotychczasową eparchię Asmary papież podniósł do rangi kościoła metropolitalnego sui iuris.
Biskupi erytrejscy wraz z katolickimi biskupami Etiopii tworzą Konferencję Biskupów Etiopii i Erytrei.

## Biskupi
- Kidanè-Maryam Cassà (4 lipca 1930 – 1 września 1951)
- Ghebre Jesus Jacob (24 lutego 1951 – luty 1958)
- Asrate Mariam Yemmeru (3 lutego 1958 – 9 kwietnia 1961)
- François Abraha (9 kwietnia 1961 – 17 lipca 1984)
- Zekarias Yohannes (17 lipca 1984 – 25 czerwca 2001)
- Menghesteab Tesfamariam MCCI (25 czerwca 2001 –)